# Maggie Q
Margaret Denise Quigley, professionellt känd som Maggie Q, född 22 maj 1979 i Honolulu, Hawaii, är en amerikansk skådespelare och fotomodell. 
Maggie Q upptäcktes av Jackie Chan i Hongkong medan hon sökte efter modelljobb vid 17 års ålder. Efter att ha skådespelat i en rad framgångsrika filmer och en tv-serie i Asien, slog hon igenom med en roll i den amerikanska filmen Rush Hour 2. Hon har sedan medverkat i filmer som Naked Weapon, Mission Impossible III och Die Hard 4.0. År 2009 spelade hon den attraktiva polisen i tv-spelet Need for Speed: Undercover.
2010 avslöjades det att Maggie Q hade fått huvudrollen i en ny action tv-serie vid namn Nikita.

## Filmografi
| År   | Titel                                                       | Roll                      | Notering                                            |
| ---- | ----------------------------------------------------------- | ------------------------- | --------------------------------------------------- |
| 1998 | House of Dragon                                             | Unknown                   | TV-serie                                            |
| 2000 | Model from Hell (鬼名模)                                    | Anna                      |                                                     |
| 2000 | Gen-Y Cops (特警新人類2)                                    | Jane Quigley              |                                                     |
| 2001 | Manhattan Midnight                                          | Susan & Hope (tvillingar) |                                                     |
| 2001 | Rush Hour 2                                                 | flicka i bil              |                                                     |
| 2002 | Naked Weapon (赤裸特工)                                     | Charlene Ching            |                                                     |
| 2003 | The Trouble-Makers (一屋两火)                               | Clary                     |                                                     |
| 2004 | Rice Rhapsody (海南雞飯)                                    | Gigi                      |                                                     |
| 2004 | Jorden runt på 80 dagar                                     | kvinnlig agent            |                                                     |
| 2004 | Magic Kitchen (魔幻廚房)                                    | May                       |                                                     |
| 2005 | House of Harmony                                            | Harmony                   |                                                     |
| 2005 | Earthlings                                                  | medproducent              | Dokumentär                                          |
| 2005 | Dragon Squad (猛龍)                                         | Yuet                      |                                                     |
| 2005 | Taped                                                       | Maggie                    |                                                     |
| 2006 | Mission: Impossible III                                     | Zhen Lei                  | Asian Excellence Award för "bästa kvinnliga biroll" |
| 2006 | The Counting House                                          | Jade                      |                                                     |
| 2007 | Die Hard 4.0                                                | Mai Linh                  |                                                     |
| 2007 | Balls of Fury                                               | Maggie Wong               |                                                     |
| 2007 | The Counting House                                          | Jade                      |                                                     |
| 2008 | Three Kingdoms: Resurrection of the Dragon (三國之見龍卸甲) | Cao Ying                  |                                                     |
| 2008 | Deception                                                   | Tina                      |                                                     |
| 2008 | Need for Speed: Undercover                                  | Chase Linh                | röst i TV-spel (Racingspel)                         |
| 2009 | The Warrior and the Wolf (狼災記)                           | Harran Woman              |                                                     |
| 2009 | New York, I Love You                                        | Janice Taylor             |                                                     |
| 2009 | Operation: Endgame                                          | överprästinna             |                                                     |
| 2010 | The King of Fighters                                        | Mai Shiranui              |                                                     |
| 2010 | Nikita                                                      | Nikita                    | TV-serie - Huvudroll                                |
| 2011 | Priest                                                      | prästinna                 |                                                     |
| 2014 | Divergent                                                   | Tori Wu                   |                                                     |
| 2015 | Insurgent                                                   | Tori Wu                   |                                                     |
| 2016 | Allegiant                                                   | Tori Wu                   |                                                     |